# MG-132
A MG-132 é uma rodovia brasileira do estado de Minas Gerais.
Pela direção e sentido que ela percorre, é considerada uma rodovia longitudinal.
Liga a cidade de Catas Altas da Noruega à MGC-265 nas proximidades de Desterro do Melo. A rodovia possui 78,4 km de extensão e é quase toda pavimentada; o trecho de Rio Espera a Cipotânea - com 14,2 km - ainda está   planejado.
A estrada passa nas seguintes cidades:
- Catas Altas da Noruega
- Lamim
- Rio Espera
- Cipotânea
- Alto Rio Doce